# 阿根廷国家科学院
阿根廷国家科学院的主要任务是促进和支持阿根廷的科技政策。
根据其章程，阿根廷国家科学院由16名科学院成员组成的指导委员会领导，这些成员由居住在该国的所有科学院成员投票选举产生。